# Mauro Malavasi
Mauro Malavasi, né en 1957, est un arrangeur, compositeur, musicien, parolier, producteur musical italien.

## Biographie
Malavasi étudie la musique au conservatoire Giovan Battista Martini de Bologne où il entre à l'âge de 12 ans, déjà doué pour la trompette et les percussions. Il y étudie la composition, la direction d'orchestre, la musique chorale, la musique électronique et l'utilisation, finissant ses études dans toutes les disciplines susmentionnées.
Musicien complet, il rencontre Jacques Fred Petrus à Milan, et les deux hommes décident de fonder un label musical, Goody Music Records, qui en, 1978, sort I'm a Man du groupe Macho, une reprise musclée et rythmée d'un tube signé Steve Winwood qui se classe au sommet de tous les charts discos. Conquis par le marché américain, Petrus et lui produisent alors d'autres groupes comme Peter Jacques band, Revanche, Zinc, Change, Luther Vandross, B. B. & Q. Band, The Ritchie Family et The Reddings,.
L'association avec Petrus prend fin en 1983. Malavasi rencontre à New York Lucio Dalla qui lui demande de travailler avec lui. C'est ainsi qu'a commencé une longue collaboration qui l'a amené à produire et à organiser divers enregistrements, comme les albums studios 1983, Viaggi organizzati, Bugie et des musiques de films (dont Une catin pour deux larrons) en témoignent. 
Il revient travailler en Italie, produisant au niveau des arrangements et de la composition des artistes ou formations comme Gianni Morandi, Tony Esposito, Mango, Gianna Nannini, Luca Carboni, My Mine, Biagio Antonacci, Jo Squillo, Luciano Pavarotti et toujours Dalla.
En 1992, il écrit la chanson Romanza et commence à produire Andrea Bocelli, une collaboration qui se poursuit encore de nos jours.